# 604e régiment de circulation routière
Le 604e régiment de circulation routière (604e RCR) est une régiment de l'armée de Terre française.

## Traditions

### Etendard
Il ne porte aucune inscription:

### Insigne
- roue dentée argentée armes de Touraine sigle rouge.

### Sources
- Liste des régiments français